# Broxburn United Football Club
Maillots
Broxburn United Football Club est un ancien club de football écossais basé à Broxburn, West Lothian, fondé en 1912 et disparu en 1932, membre de la Scottish Football League entre 1921 et 1926. 

## Histoire
Le club est né en 1912, de la fusion de deux clubs de la ville, Broxburn FC (fondé en 1883 sous le nom de Broxburn Thistle) et Broxburn Athletic (fondé en 1905), quand il apparut qu'il n'était pas tenable pour une ville de la taille de Broxburn d'avoir deux clubs seniors.
Ils adhérèrent à la Midland Football League en 1903 et à la Central Football League de 1912 à 1915 puis de 1917 à 1921 et à l'Eastern Football League (en) de 1915 à 1917, avant d'intégrer la Scottish Football League en 1921, pour la création de la Division 2.
Toutefois, le club fut confronté à de graves problèmes financiers, comme beaucoup de clubs de villes minières du West Lothian, encore plus renforcés par le faible nombre de spectateurs qu'ils attiraient, ce qui était assez normal pour une ville de 3 000 habitants environ à l'époque. À la fin de la saison 1925-26, qu'ils terminèrent dernier de Division 2, la Scottish Football League choisit de ne pas renouveler leur participation et autorisèrent Forfar Athletic à les remplacer.
Le club rejoignit la Scottish Football Alliance pour la saison suivante, mais toujours confrontés aux mêmes problèmes financiers, dut renoncer, dès la fin de cette saison, à leur statut senior et intégrer des ligues juniors. Leurs difficultés financières continuèrent et le club disparut en 1932.